# Artic (Washington)
Artic az Amerikai Egyesült Államok északnyugati részén, Washington állam Grays Harbor megyéjében elhelyezkedő önkormányzat nélküli település.
Artic postahivatala 1887 és 1907 között működött. Az „Artic” elnevezés téves adatrögzítés eredménye: a település névadója Mrs. Arta Saunders.

## Fordítás
- Ez a szócikk részben vagy egészben  az   Artic, Washington című angol Wikipédia-szócikk ezen változatának fordításán alapul.  Az eredeti cikk szerkesztőit annak laptörténete sorolja fel. Ez a jelzés csupán a megfogalmazás eredetét és a szerzői jogokat jelzi, nem szolgál a cikkben szereplő információk forrásmegjelöléseként.